# Dentipratulum bialoviesense
 Dentipratulum  ist eine monotypische Pilzgattung innerhalb der Familie der Ohrlöffelstachelingsverwandten (Auriscalpiaceae), die nur eine einzige Art Dentipratulum bialoviesense enthält. Die Pilze haben ein hydnoides Hymenophor mit freien, kleinen hängenden Stacheln. Die Fruchtkörper erinnern daher stark an Mucronella, unterscheiden sich aber deutlich durch die gloeopleren Hyphen, die in Gloeozystiden enden.

## Merkmale

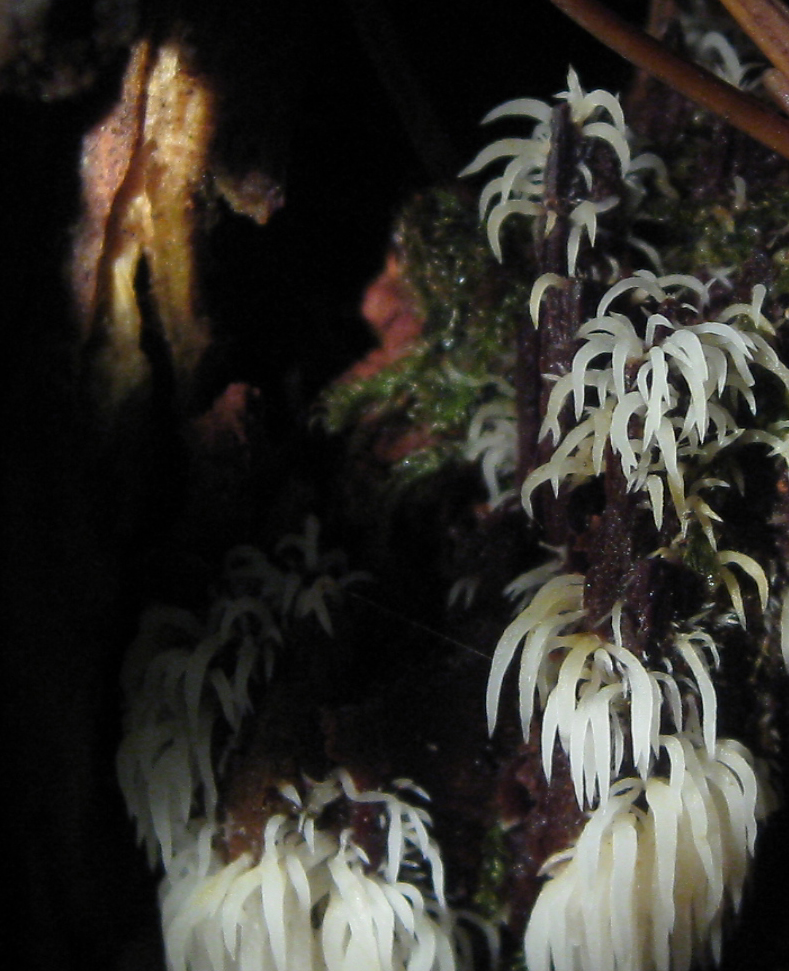
Die gezeigte Mucronella sp. hat eine ähnliche Fruchtkörper- morphologie, ist aber nicht mit Dentipratulum verwandt.

Die Fruchtkörper bestehen aus zahlreichen, spitz zulaufenden, unverzweigten Stacheln, die 0,5–1,5 mm hoch und 0,2 mm breit werden und kein verbindendes Subiculum haben. Das weißliche Hymenium ist glatt und verfärbt sich beim Trocknen gelblich, das Fleisch ist weich und zerbrechlich.
Die Pilze haben ein monomitisches Hyphensystem, die generativen Hyphen tragen an ihren Septen Schnallen. Neben den Basidien findet man im Hymenium Gloeoczystiden. Die keuligen, meist viersporigen Basidien sind 17–28 µm lang und tragen an ihrer Basis eine Schnalle. Die amyloiden, 3,5–5 µm langen und 3–4,5 µm breiten Basidiosporen sind kugelig oder fast kugelig und glatt oder sehr feinstachelig ornamentiert. Das Sporenpulver ist weißlich.

## Ökologie und Verbreitung
Die Pilze leben saprobiotisch auf Laubholz und erzeugen eine Weißfäule.

## Systematik
Dentipratulum ist eine monotypische Gattung, die makroskopisch durch die zahlreichen, freihängenden Stachel gekennzeichnet ist. Die Fruchtkörpermorphologie erinnert an die Vertreter der Gattung Mucronella, die aber keine Gloeozystiden haben. Stalpers stellte 1996 Dentipratulum in die Gattung Dentipellis, eine Verwandtschaft mit dieser Gattung wurde aber molekularbiologisch nicht bestätigt. Dentipratulum gehört phylogenetisch zur russuloiden Abstammungslinie und ist nahe mit Gloiodon und Auriscalpium verwandt.